# Сагарадзе, Виктор Владимирович
Виктор Владимирович Сагарадзе (28 сентября 1941 года, Нижний Тагил) — физик-материаловед, член-корреспондент РАН, лауреат премии имени П. П. Аносова

## Биография

### Ранние годы
Родился 28 сентября 1941 года в Нижнем Тагиле. Ученик Б. С. Гельруда. В 1963 году окончил Уральский политехнический институт.

### Работа, научная и общественная деятельность
До 1968 года работал на Уралвагонзаводе инженером, а затем — начальником лаборатории металловедения.
С 1968 года работает в Институте физики металлов УрО РАН вначале научным сотрудником; с 1982 по 2013 г. — заведующим лабораторией механических свойств. В 1970 — защитил кандидатскую, а в 1980 — докторскую диссертацию, в 1987 году присвоено учёное звание профессора. В 2011 году избран членом-корреспондентом РАН. В настоящее время является главным научным сотрудником, научным руководителем Отдела материаловедения ИФМ.
Сагарадзе известный в России и за рубежом специалист в области физического материаловедения. В соавторстве с коллегами и учениками им были выполнены исследования фазовых и структурных превращений в металлах и сплавах при экстремальных внешних воздействиях (сильной деформации и интенсивном облучении) и разработаны оригинальные научные подходы к созданию высокопрочных конструкционных сталей с новыми функциональными свойствами.
Ввёл в физическое металловедение новые понятия, такие как гамма-мартенсит, магнитодисперсионное твердение и др. Наиболее значимые научные результаты Сагарадзе:
- обнаружение явления атомного расслоения твёрдых растворов на основе железа при холодной деформации, связанного с генерацией и миграцией деформационно-индуцированных точечных дефектов;
- разработка научных принципов объёмного наноструктурирования метастабильных сталей в результате циклических g-a-g превращений;
- определение структурного механизма аномальных процессов низкотемпературного растворения вторых фаз (интерметаллидов, карбидов, нитридов и оксидов) в матрицах сталей и сплавов при интенсивной холодной деформации;
- обоснование принципиально нового подхода к созданию жаропрочных реакторных сталей нового поколения с использованием упрочняющих оксидов иттрия и титана, который заключается в том, что в качестве носителя кислорода при механическом легировании используются не трудно растворимые оксиды иттрия с высокой энергией межатомной связи, а малоустойчивые оксиды железа, в частности — магнетит;
- создание сплавов с регулируемым коэффициентом линейного расширения, фазонаклёпываемых аустенитных сталей с высокой усталостной прочностью, цементуемых износостойких немагнитных сталей, неферромагнитных корпусных сталей для специального судостроения, дисперсионно-твердеющих Mn-V сталей с регулируемым эффектом памяти формы, радиационно-стойких реакторных сталей с большим количеством стоков точечных дефектов в виде межфазных границ a/g, интерметаллидов и др.

Сагарадзе председатель ГАК УрФУ по специальности «Материаловедение в машиностроении», член редколлегии журнала «Физика металлов и металловедение», заместитель председателя Совета РАН по радиационной физике твёрдого тела, член специализированного докторского совета при ИФМ УрО РАН.
Автор 9 монографий, 30 авторских свидетельств и патентов, нескольких сотен публикаций в журналах, индексируемых в Web of Science.
Под его руководством защищено 16 кандидатских и 3 докторские диссертации.

## Награды и звания
- Медаль ордена «За заслуги перед Отечеством» I степени (2024)[2]
- Медаль ордена «За заслуги перед Отечеством» II степени (1999)
- Премия имени П. П. Аносова (РАН, 1984) — за монографию «Фазовый наклёп аустенитных сплавов на железоникелевой основе»
- Медаль имени Е. Н. Аврорина (УрО РАН, 22 июня 2023) — за выдающийся вклад в развитие физического материаловедения
- Медаль имени М. Н. Михеева (УрО РАН, 17 сентября 2020) — за выдающийся вклад в развитие физического металловедения на Урале
- Дважды лауреат премии имени академика В. Д. Садовского
- Заслуженный деятель науки Российской Федерации (2009)